# Хондаб (бахш)
Хондаб (перс. خنداب) — бахш в Ірані, в шагрестані Хондаб остану Марказі.

## Дегестани
До складу бахша входить єдиний дегестан — Джаверсіян.